# 石山貝塚
座標: 北緯34度57分36.3秒 東経135度54分30.6秒 / 北緯34.960083度 東経135.908500度

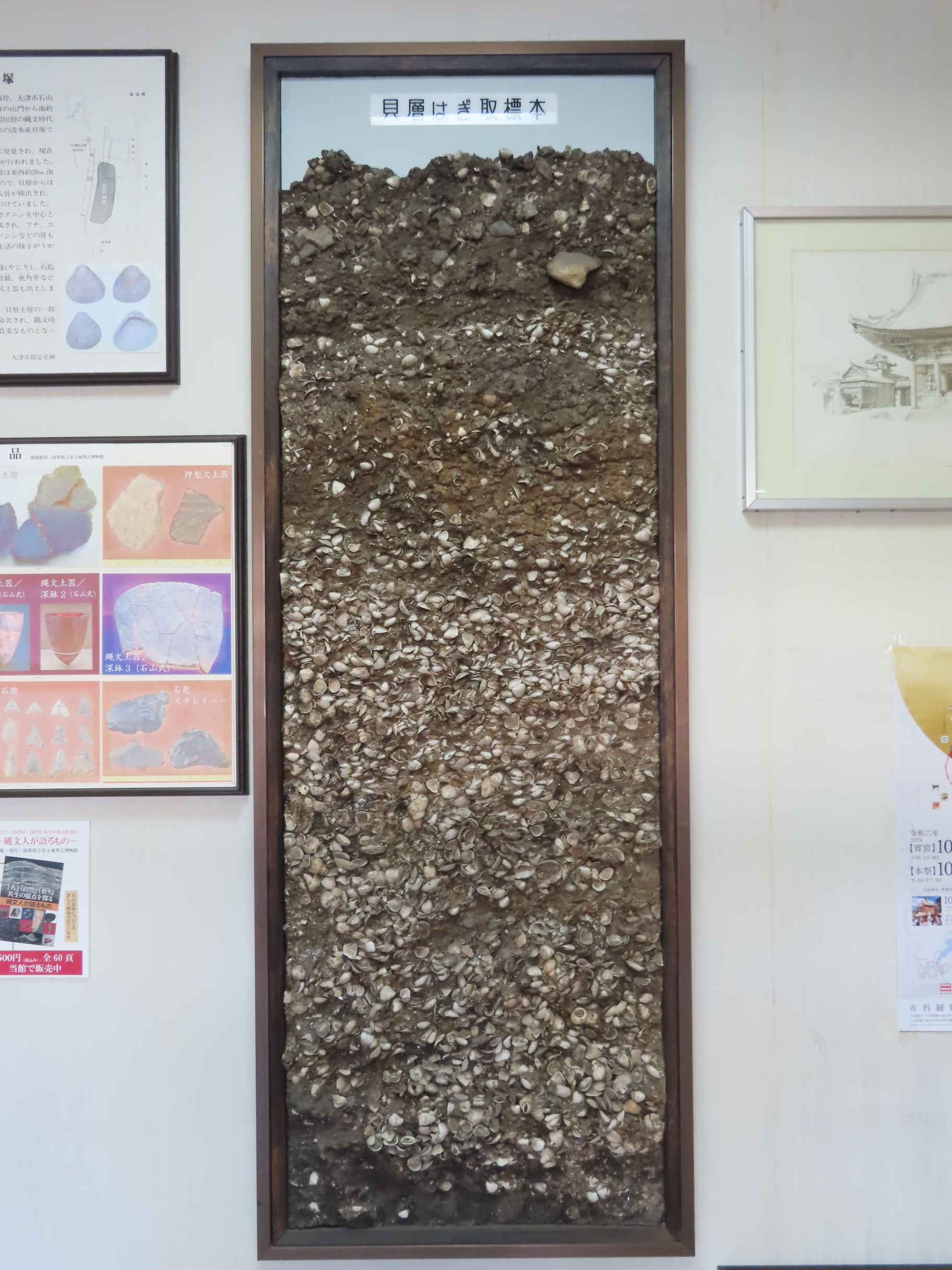
石山観光会館にある標本（2024年10月）

石山貝塚（いしやまかいづか）は、滋賀県大津市石山寺3丁目2-28の、石光山石山寺山門付近に所在する縄文時代の貝塚。市指定史跡に指定されている。

## 概要
石山寺東大門の南50メートルに位置する。この貝塚の貝層は東西約30メートル、南北約80メートルで、厚さは最大で約2メートルとなっている。淡水産の貝塚としては日本で最大規模である。
1940年（昭和15年）に発見され、1959年（昭和34年）まで6回の発掘調査が行われた。現在、石山観光協会や大津市埋蔵文化財調査センターなどに貝層の断面が保存されているほか、大津市歴史博物館でも出土遺物の一部が展示されている。付近には蛍谷貝塚ともう一ヶ所の貝塚が存在する。

### 出土品
貝塚からは石器や縄文土器などの日用品が発掘されているが、この中でも土器は「石山式土器」と呼ばれ、年代を考証するための指標となっている。狩猟や漁獲に用いた石鏃や石錘といった日常生活に用いられた道具類も検出されている。ヤカドツノガイから作った貝小玉、ベンケイガイから作った貝輪などの装身具、イシダイやカツオの骨も発掘されたことで海浜部との接触が確認され、関東・東海・北陸などほかの地方でも見られる土器の発掘があったことから人々が広く活動していたことがうかがい知れる。食糧の残滓としては貝殻以外にも豊富に存在し、貝塚周辺の地域が居住に適していたことを示す。貝類としては80パーセント弱がセタシジミで、そのほかコイなどの魚類、スッポンなどの爬虫類、シカ・イノシシ・タヌキなどの哺乳類に骨が見つかっている。そのほか、集石炉の痕跡や、貝小玉・貝輪を伴って埋葬されたと見られる人骨も見つかっている。
縄文時代早期以降の遺物はほとんど確認されず、詳しいことは分からないが瀬田川の水流が変化したことによって食料確保が難しくなり居住場所として適さなくなったと考えられる。

## 交通アクセス
- 京阪石山坂本線石山寺駅から徒歩15分[7]